# Marty Meehan

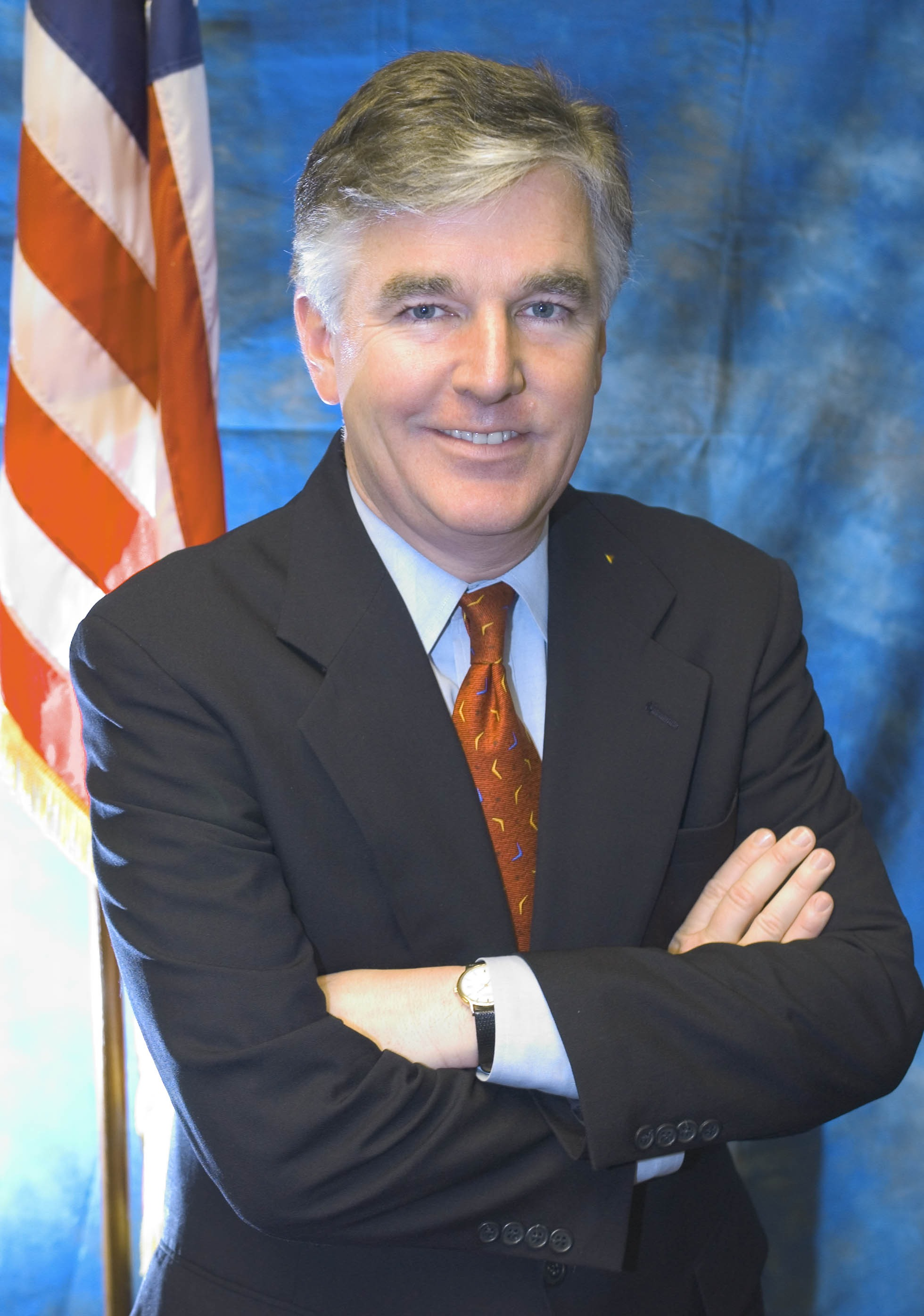
Marty Meehan

Martin Thomas "Marty" Meehan, född 30 december 1956 i Lowell, Massachusetts, är en amerikansk demokratisk politiker. Han representerade delstaten Massachusetts femte distrikt i USA:s representanthus 1993-2007. Han är kansler vid University of Massachusetts Lowell sedan 2007.
Meehan avlade 1978 sin grundexamen vid University of Massachusetts Lowell. Han avlade sedan 1981 sin master och 1983 juristexamen vid Suffolk University i Boston.
Meehan utmanade sittande kongressledamoten Chester G. Atkins i demokraternas primärval inför kongressvalet 1992 och vann. Han vann sedan själva kongressvalet och omvaldes 1994, 1996, 1998, 2000, 2002, 2004 och 2006. Han avgick 2007 som kongressledamot för att tillträda som kansler vid University of Massachusetts Lowell. Han efterträddes i representanthuset av Niki Tsongas.
Meehan lovade 1992 att lämna representanthuset redan efter fyra mandatperioder, lika lång tid som företrädaren Atkins hade suttit i kongressen. Han bröt det löftet i samband med kongressvalet 2000.